# Couvent des Frères Prêcheurs de Belvès
Le couvent des Frères Prêcheurs est un couvent fondé en 1324 à Belvès, dans le département de la Dordogne.

## Histoire
Le projet de fondation d'un couvent des Frères Prêcheurs, des Dominicains ou des Jacobins, à Belvès a été présenté au cours du chapitre provincial de l'Ordre des Prêcheurs à Cahors en 1319. Au chapitre provincial de 1320, à Castres, il a été décidé d'envoyer le Père P. Fabre, sous-prieur de Bergerac, et frère P. de Puymartin pour se rendre à Belvès afin d'étudier le terrain qui était proposé pour établir un couvent. La fondation d'un couvent à Belvès est décidée au cours du chapitre général de l'ordre qui s'est tenu à Florence, en 1321.
Le couvent a été construit hors de la ville fortifiée. Dans les chroniques de Jean Tarde, il est écrit que le couvent a été construit quand Raymond d'Apremont de Roquecorne a été évêque de Sarlat (1318-1324) , « en peu de temps, fut conduit à la perfection, à la diligence et aux frais de la noblesse voisine et des habitants ». 
Des écoles sont associées à chaque couvent des Frères prêcheurs. En effet, dans la bulle du pape Honorius III du 22 décembre 1216 donnant son approbation de l'Ordre, il est défini comme « Attendes fratres ordinis futuros pugiles fidei et vera mundi lumina ». Dès l'obtention de la confirmation de l'Ordre, saint Dominique avait défini les missions des Frères prêcheurs : étudier d'abord, prêcher ensuite pour joindre à l'office de prédicateur la science, c'est-à-dire développer la culture de la science pour la défense de la foi contre l'hérésie et pour la protection des fidèles. Les Frères prêcheurs n'étudiaient pas seulement la théologie pour la prédication mais suivaient aussi les enseignements du baccalauréat, de la licence et du doctorat et assuraient aussi le professorat dans les universités. Les chapitres de l'Ordre rappelaient que les prieurs des couvents ne pouvaient recevoir comme novices que des jeunes gens instruits dans la lecture, la grammaire et au calcul pour pouvoir suivre ensuite l'enseignement dans le couvent. Dans chaque couvent, quatre religieux s'occupaient spécialement des étudiants : le lecteur, le sous-lecteur, le maître des étudiants et le prieur. Chaque couvent avait une chaire de théologie et les cours de théologie devaient être suivis par les étudiants et tous les religieux présents au couvent. Pour assurer la mission d'enseignement de l'Ordre, chaque couvent avait ses écoles ou salles de cours, avec bibliothèque, réfectoire, dortoir et cloître. Puis, après trois ans de probation dans son couvent, un jeune religieux dont le prieur jugeait qu'il avait des capacités pouvait suivre les enseignements de la logique ou philosophie rationnelle dans un studium artium, puis la philosophie naturelle ou les sciences dans un studium naturalium, ensuite la théologie dans un studium theologicae prologée dans un studium Bibliae et Sentenciarum pour développer l'enseignement de la Bible. Un petit nombre d'étudiants étaient admis à suivre les cours d'un studium solemne, au studium generale ou au studium arabicum, graecum et hebraicum.
Des écoles sont ouvertes à Belvès dès la décision de fonder le couvent, en 1321, mais, d'après le père Jean de Réchac, il a été un des plus médiocres de la province de Toulouse. Le nombre d'élèves a été quelquefois très réduit, et une fois, il n'y en a eu aucun par la faute des frères. Cela a été constaté au chapitre provincial d'Auvillar, en 1335.
Le couvent a été assez riche car tous les nobles et habitants du pays lui ont fait des dons. Mais la prospérité de la ville a eu à souffrir de la peste noire de 1348.
Pendant la guerre de Cent Ans, un grand nombre de couvents étaient situés dans un territoire disputé entre les rois de France et d'Angleterre, comme c'est le cas pour Belvès. Les chapitres provinciaux, comme celui d'Agen, en 1322, de Saint-Girons, en 1338, recommandaient aux dominicains de s'occuper des œuvres de paix et de ne pas favoriser un des partis qui se disputent le prééminence. On interdisait aux pères dont les couvents étaient en territoire du roi de France de se rendre en territoire tenu par le roi d'Angleterre, et inversement. Le couvent situé hors de la ville a eu à souffrir des nombreux sièges de la ville et a été plusieurs fois détruit comme le montre des chartes de donation. Les écoles qui ont été fermées pendant la guerre. La ville de Belvès est contrôlée en 1345 par les troupes anglaises du comte de Derby.
Au cours des travaux dans les bâtiments subsistant dans la mairie, un architecte a mis au jour des amorces de voûtes dans les murs, vestiges probables de la salle capitulaire. Des textes mentionnent la présence d'un cloître.
En 1442, la garnison de Belvès se rend aux troupes commandées par le connétable Arthur de Bretagne après un mois de siège. Le terrier de 1462 cite les biens que possèdent le couvent. Il montre aussi que vingt ans après sa libération, la moitié des maisons de Belvès sont en ruine. Les écoles du couvent sont rouvertes qu'en 1470.
Le couvent a eu à souffrir pendant les guerres de religion. Il a été plusieurs fois brûlé et détruit. Quand Geoffroy de Vivans a pris la ville, le 28 ou 29 septembre 1569, il pille puis incendie le couvent. Le père Jean de Rechac de Rechac écrit que le couvent de Belvès (écrit "Belué") « a duré plus de deux cens ans en son intégrité, jusques à ce que l'impie Vivans (écrit "Vibans") assisté des rebelles, y mis le feu l'an 1569 le propre jour de Saint Michel, après en avoir pillé toute l'argenterie, les ornemens, les livres & tous les papiers. ». Le couvent est de nouveau pillé par les protestants en 1580, puis de nouveau en 1585. Les bâtiments actuels du couvent ont été reconstruits au XVIIe siècle. Les écoles ont été ouvertes jusqu'en 1790.
Après la Révolution, après le départ des moines, la commune a acheté le couvent et ses dépendances. L'église a servi a de multiples usages : salle d'élection, de réunion publique, de club, de prison, ... N'ayant fait aucuns travaux dans la couverture de l'église, les voûtes ont été attaquées par l'infiltration et se sont effondrées en 1802 alors qu'un convoi de prisonniers autrichiens venait de quitter l'église. Les murs de l'église ont alors servi de carrière de pierre pour monter les murs qui soutiennent les rampes de la route et des travaux sur des fontaines.

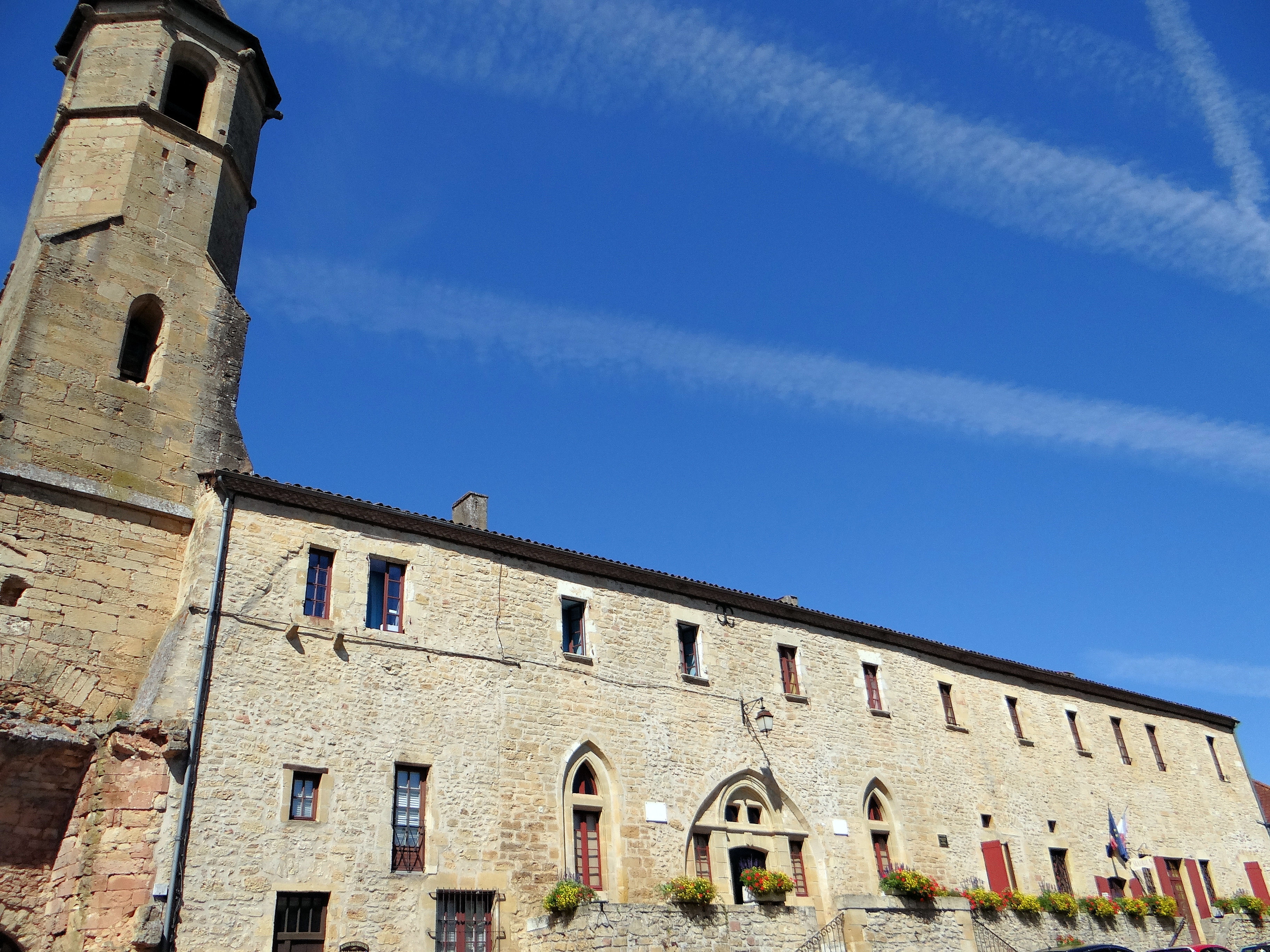
Le clocher de l'église des Frères Prêcheurs et la mairie

Les bâtiments subsistant abritent aujourd'hui la mairie de Belvès. 
La chaire en bois sculpté où on voit saint Dominique a été placé dans l'église paroissiale, ainsi qu'un autel en bois sur lequel se trouvent des petits tableaux représentant les principaux épisodes de la vie de la Vierge.

## Protection
Le clocher de la Mairie, ancien clocher de l'église du couvent des Frères Prêcheurs a été classé au titre des Monuments historiques le 19 novembre 1910.